# Somos Nós Quem Vai Ganhar
Somos Nós Quem Vai Ganhar é o extended play (EP) a solo de António Manuel Ribeiro (líder e vocalista da banda UHF). Editado pela AM.RA Discos, em março de 2003, o disco teve distribuição exclusiva da Federação Portuguesa de Futebol.
Trata-se do hino da Seleção portuguesa de futebol de sub-17, que António Manuel Ribeiro aceitou escrever a convite da Federação Portuguesa de Futebol. A canção foi editada em três versões: normal, emoção no estádio e versão longa. Apesar de ser um trabalho em nome próprio, António Manuel Ribeiro lançou mais uma vez o convite aos músicos dos UHF para participarem neste novo projeto.
No ano de 2003, Portugal apresentou-se como país organizador da fase final do Campeonato Europeu de Futebol Sub-17, que decorreu entre 7 e 17 de maio nos distritos de Viseu e de Vila Real. No torneio participaram cinquenta e uma seleções. Essa competição serviu de teste às capacidades de organização dos portugueses, tendo em vista o Campeonato da Europa de 2004, organizado também por Portugal. No dia 17 de maio de 2003, a Seleção portuguesa – orientada por António Violante – sagrou-se campeã da Europa ao vencer a Espanha na final por 2-1, em jogo realizado no Estádio do Fontelo, em Viseu. Das três competições organizadas por Portugal, a seleção das quinas venceu o mundial de 1990 (sub-20) e o europeu de 2003 (sub-17), sendo finalista vencido no europeu de 2004 (seleção principal).
Em 2014, as três versões de "Somos Nós Quem Vai Ganhar" foram recuperadas na edição digital do extended play, Por Portugal, da banda de rock UHF. Um disco de incentivo à coesão nacional, onde também se incluí os temas "Por Portugal Eu Dou" e "Portugal (somos nós)".

## Lista de faixas
O extended play (EP) é composto por uma faixa em versão padrão e por duas versões desse tema, da autoria de António Manuel Ribeiro.
| EP             |                                                 |                    |         |  |
| N.º            | Título                                          | Compositor(es)     | Duração |  |
| 1.             | "Somos Nós Quem Vai Ganhar"                     | António M. Ribeiro | 4:02    |  |
| 2.             | "Somos Nós Quem Vai Ganhar" (emoção no estádio) | António M. Ribeiro | 4:02    |  |
| 3.             | "Somos Nós Quem Vai Ganhar" (versão longa)      | António M. Ribeiro | 7:21    |  |
| Duração total: | Duração total:                                  | Duração total:     | 15:25   |  |

## Membros
- António Manuel Ribeiro (vocal e viola acústica)

Convidados
- António Côrte-Real (guitarra)
- Fernando Rodrigues (baixo e vocal de apoio)
- Ivan Cristiano (bateria e vocal de apoio)